# Beugungsscheibchen

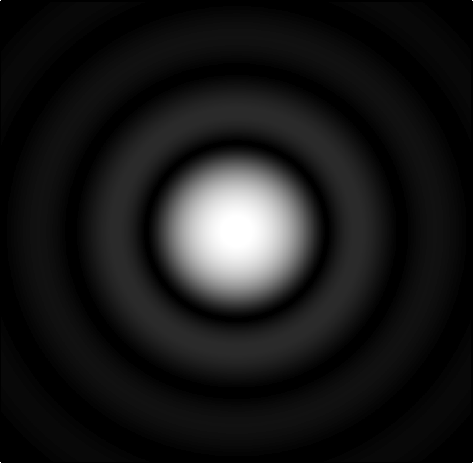
Berechnetes Beugungsbild im Fernfeld hinter einer Kreisblende. In der Darstellung ist die Intensität logarithmisch auf die Helligkeitsskala umgesetzt. Dies kommt dem realen Eindruck durch das Auge nahe.

Airy-Scheibchen

Beugungsscheibchen (auch: Beugungsringe) entstehen bei der Beugung eines Lichtstrahls an einer Blende. Ist die Blende kreisförmig, so beobachtet man ein zentrales Intensitätsmaximum, umgeben von Ringen abnehmender Licht-Strahlungsintensität. Nichtkreisförmige Blenden erzeugen gleichfalls Beugungsstrukturen, die sich deutlich von einem Beugungsscheibchen unterscheiden können (Spikes).
In der Astronomie werden Beugungsscheibchen auch als Airy-Scheibchen (englisch Airy disc) bezeichnet, benannt nach dem englischen Astronomen George Biddell Airy.
Mathematisch wird die Beugung von Licht durch das Beugungsintegral beschrieben.

## Phänomenologie

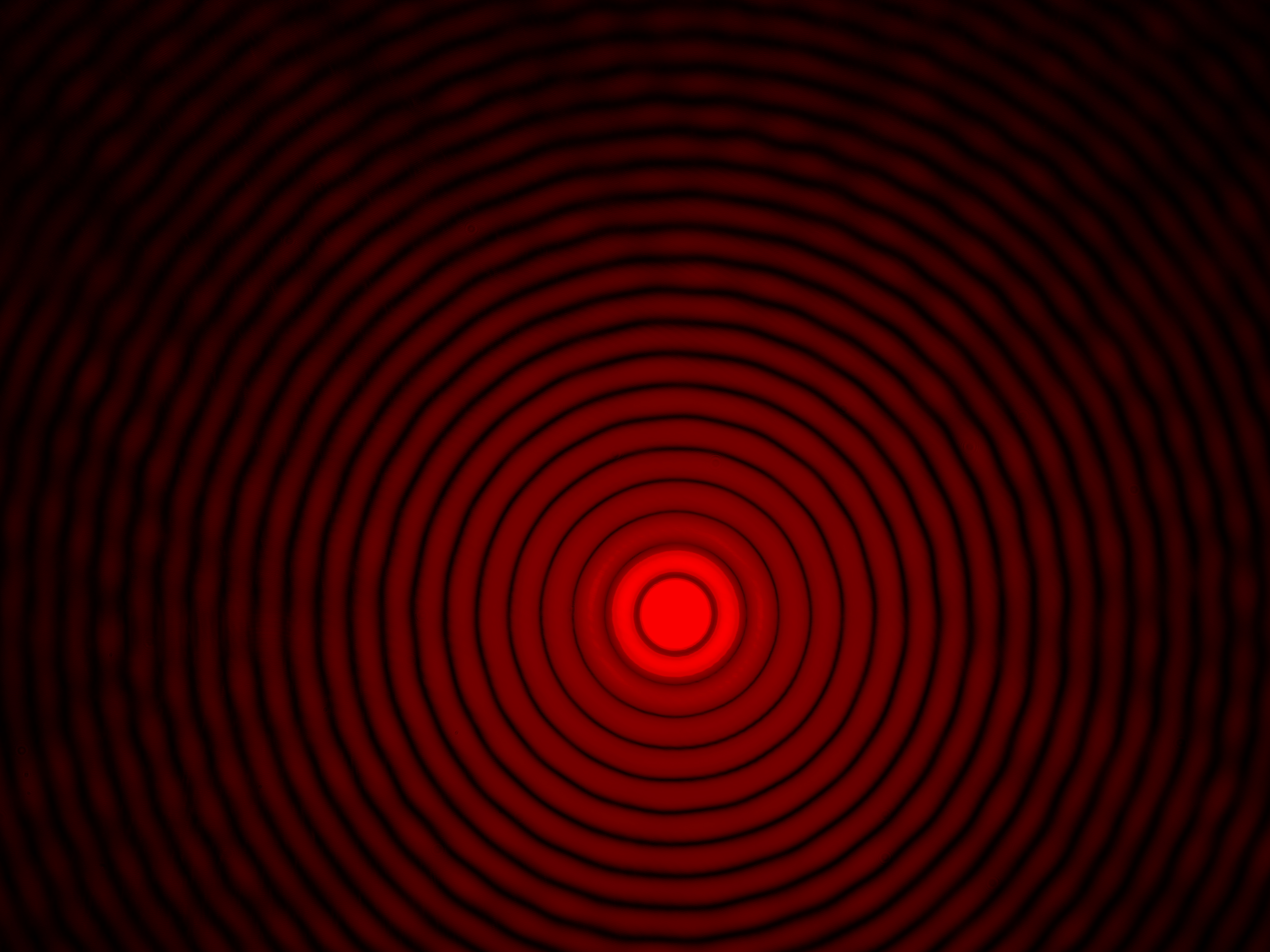
Fotografisches Beugungsbild einer mit rotem Laserlicht beleuchteten, 90 Mikrometer großen Lochblende mit 27 Beugungsordnungen

Selbst ein nach den Gesetzen der geometrischen Optik perfektes Instrument, ohne Abbildungsfehler, kann einen als Objekt gegebenen Lichtpunkt nicht genau auf einen Punkt abbilden, denn durch die Beugung des Lichts an der Aperturblende entsteht in der Bildebene ein unscharfer Fleck.
Die Form des Flecks hängt reziprok von der Form der Blende ab, insbesondere ist seine Größe umgekehrt proportional zur Größe der Blende. Bei einer kreisförmigen Blende, gegeben etwa durch die runde Fassung einer Linse, ist auch der Fleck rotationssymmetrisch, mit einem zentralen Maximum und schwachen, konzentrischen Ringen. Da die Größe dieses Musters zudem von der Wellenlänge abhängt, sind bei weißem Licht die Beugungsringe kaum zu sehen. Der zentrale Beugungsfleck wird nach dem englischen Astronomen George Biddell Airy auch Airy-Scheibchen genannt.
Versucht man benachbarte Punkte eines Objektes auseinanderzuhalten und erhöht über die Bildweite die Vergrößerung, so wächst zwar der Abstand zwischen den entsprechenden Beugungsbildern, aber auch die Beugungsbilder selber werden im gleichen Verhältnis größer. Man spricht von Beugungsbegrenzung des Winkelauflösungsvermögens. Einfach zu berechnen sind Beugungsbilder für unendliche Bildweite. Das entspricht der Lochkamera und der Fraunhofer- bzw. Fernfeldnäherung des Beugungsintegrals.
Aufgrund des mit der Blendenöffnung kleiner werdenden Beugungsscheibchens auf der einen Seite und des mit der Blendenöffnung größer werdenden Öffnungsfehlers auf der anderen Seite ergibt sich die größte Bildschärfe bei einer optischen Abbildung mit der kritischen Blende.

## Beugung an einer Kreisblende

Intensität hinter einer kreisförmigen Lochblende

Die Lichtintensität {\displaystyle I(r)} folgt der Funktion
{\displaystyle {\begin{aligned}I(r)&=I_{0}\cdot \left({\frac {E(r)}{E_{0}}}\right)^{2}\\&=I_{0}\cdot \left({\frac {2\,J_{1}(\pi r)}{\pi r}}\right)^{2}\end{aligned}}}
mit
- der Feldstärke {\displaystyle E(r)=E_{0}\cdot {\frac {2\,J_{1}(\pi r)}{\pi r}}} hinter einer mit monochromatischem Licht bestrahlten Lochblende
  - der Besselfunktion erster Art {\displaystyle J_{1}}
  - {\displaystyle r={\frac {k\,a\,q}{\pi R}}}
    - der Kreiswellenzahl {\displaystyle k={\tfrac {2\pi }{\lambda }}}
      - der Wellenlänge {\displaystyle \lambda }

    - dem Radius {\displaystyle a} der Lochblende
    - dem Abstand {\displaystyle q} (in der Bildebene) zwischen dem Ort, an welchem die elektrische Feldstärke berechnet werden soll, und dem Mittelpunkt des zentralen Beugungsscheibchens
    - dem (schrägen) Abstand {\displaystyle R} zwischen dem Ort, an welchem die elektrische Feldstärke berechnet werden soll, und dem Mittelpunkt der Lochblende.

Die Lichtintensität geht also in regelmäßigen Abständen auf Null und enthält nach außen schwächer werdende Nebenmaxima (vgl. Diagramm und folgender Kasten).

- hat für {\displaystyle r=0} den Funktionswert {\displaystyle 1},
- die Standardabweichung des ersten Beugungsscheibchens beträgt {\displaystyle 0{,}3950},
- hat für {\displaystyle r=0{,}5145} den Funktionswert {\displaystyle 1/2} (50 % der Intensität),
- hat für {\displaystyle r=0{,}7052} den Funktionswert {\displaystyle 1/4} (25 % der Intensität),
- hat bei {\displaystyle r=1{,}2197} die erste Nullstelle
- hat bei {\displaystyle r=1{,}6347} das erste Nebenmaximum mit dem Funktionswert {\displaystyle 0{,}01750} (1,75 % der Intensität)
- hat weitere Nullstellen bei {\displaystyle 2{,}2331,\ 3{,}2383,\ \ldots }
- hat weitere Nebenmaxima bei {\displaystyle 2{,}6793,\ 3{,}6987,\ \ldots }
- erhält man in Excel mittels (2*BESSELJ(PI()*x,1)/(PI()*x))^2 mit dem Argument x

### Exakte Formeln
Die Größe der zentralen Beugungsscheibe ergibt sich aus der ersten Nullstelle der Funktion {\displaystyle {\frac {E(r)}{E_{0}}}={\frac {2\,J_{1}(\pi r)}{\pi r}}}, die bei {\displaystyle r=1{,}2196\ldots } liegt.

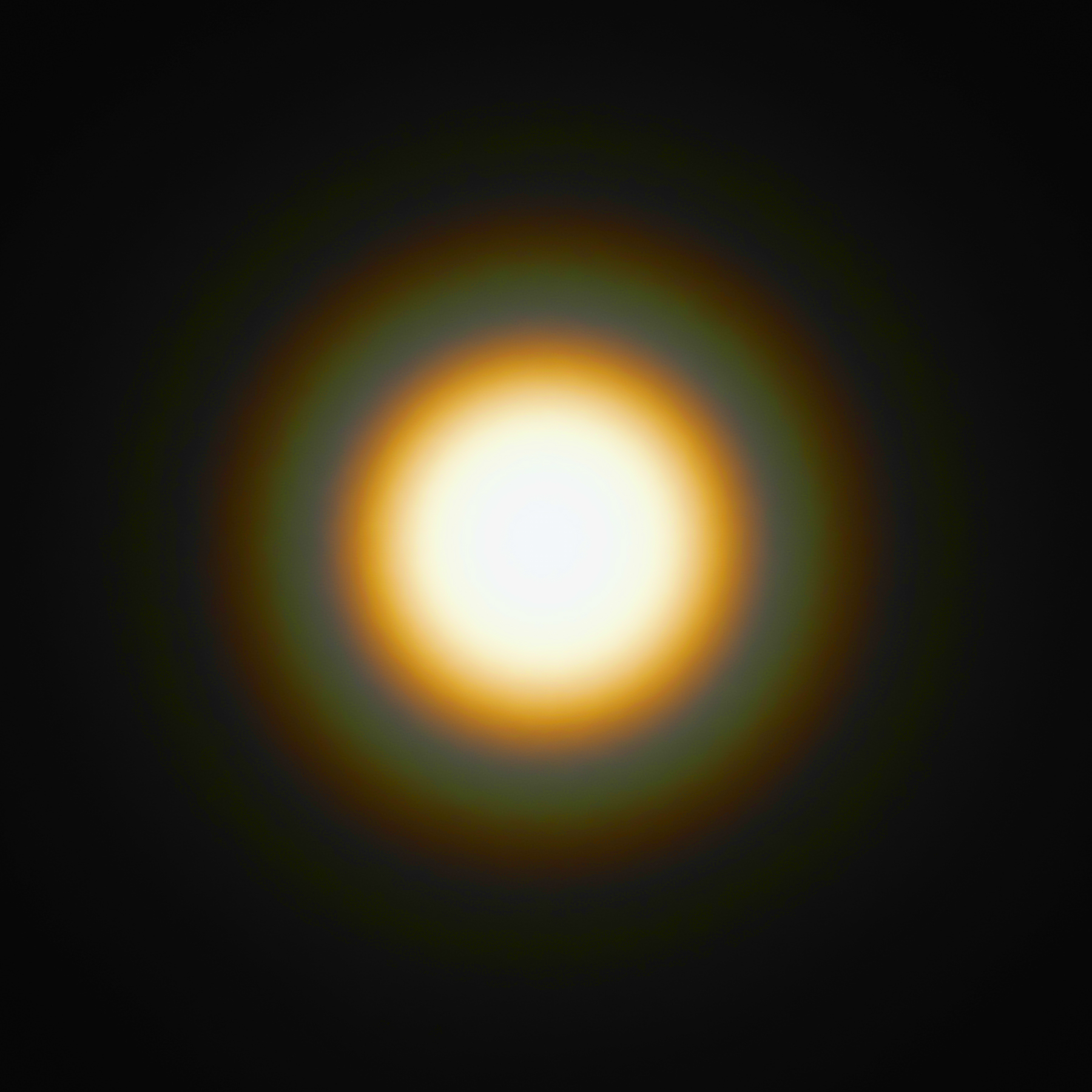
Beugungsbild einer mit weißem Sonnenlicht bestrahlten kreisförmigen Lochblende - je kürzer die Wellenlänge, desto geringer werden die entsprechenden Farbanteile gebeugt.

#### Winkelauflösung
Der Winkel {\displaystyle \theta } zwischen der optischen Achse und dem Rand des zentralen Beugungsscheibchens ergibt sich aus o. g. Winkelradius {\displaystyle r} zu:
{\displaystyle \sin \,\theta \approx 1{,}22\ \cdot {\frac {\lambda }{D}}}
und für {\displaystyle \sin \theta =\theta +{\mathcal {O}}(\theta ^{3})} mit {\displaystyle \theta \ll 1} (Kleinwinkelnäherung):
{\displaystyle \theta \approx 1{,}22\cdot {\frac {\lambda }{D}}}
mit dem Blendendurchmesser {\displaystyle D}.

#### Durchmesser des Beugungsscheibchens
Bildet eine Linse aus dem Unendlichen mit der Brennweite {\displaystyle f} ab, so hat das zentrale Beugungsscheibchen den Durchmesser:
{\displaystyle {\begin{aligned}d&=2\cdot \theta \cdot f\\&\approx 2\cdot \left(1{,}22\cdot {\frac {\lambda }{D}}\right)\cdot f\\&=2{,}4392\dots \ \cdot \lambda \cdot k\end{aligned}}}
mit
- dem Durchmesser {\displaystyle D} der Linse
- der Blendenzahl {\displaystyle k=f/D}.

Diese Größe des Beugungsscheibchens, das sich aus dem effektiven Blendendurchmesser des optischen Systems ergibt, bestimmt das Auflösungsvermögen. Zwei Punkte lassen sich nämlich nach dem Rayleigh-Kriterium dann noch sicher trennen, wenn die Maxima ihrer Abbilder mindestens um den Radius {\displaystyle d/2} des Beugungsscheibchens auseinander liegen. Da der Durchmesser {\displaystyle d} des Beugungsscheibchens gemäß o. g. Formel umso kleiner wird, je größer der Durchmesser {\displaystyle D} der Linse bzw. je kleiner die Blendenzahl {\displaystyle k} sind, benötigen hoch auflösende Teleskope große Spiegel.

### Näherungsformeln
In der Praxis rechnet man oft mit folgenden Näherungsformeln (für grünes Licht mit 550 nm Wellenlänge):

#### Winkelauflösung
{\displaystyle \alpha ={\frac {100\,\mathrm {mm} }{D}}\cdot {\text{Winkelsekunden}}}
(Rayleigh-Kriterium ergibt {\displaystyle \alpha ={\tfrac {140\,\mathrm {mm} }{D}}\cdot } Winkelsekunden)
Beispiel: eine Objektivöffnung von {\displaystyle D=100\,\mathrm {mm} } Durchmesser erlaubt eine Winkelauflösung von {\displaystyle 1^{\prime \prime }}.

#### Durchmesser des Beugungsscheibchens
{\displaystyle d=1\,\mathrm {\mu m} \cdot {\tfrac {f}{D}}}
(Rayleigh-Kriterium ergibt {\displaystyle d=1{,}34\,} µm {\displaystyle \cdot {\tfrac {f}{D}}})
Beispiel: eine Blende von {\displaystyle {\tfrac {f}{D}}=11} ergibt ein Beugungsscheibchen von {\displaystyle 11\,\mathrm {\mu m} } Durchmesser.

## Andere Blendenformen

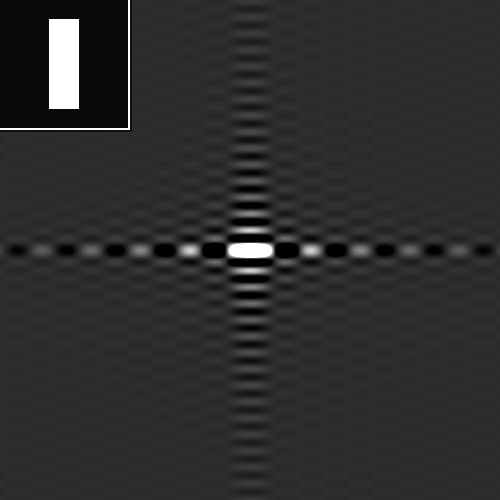
Detailansicht: Beugungsbild einer Rechteckblende (kleines Bild oben links), Intensität der Nebenmaxima überhöht

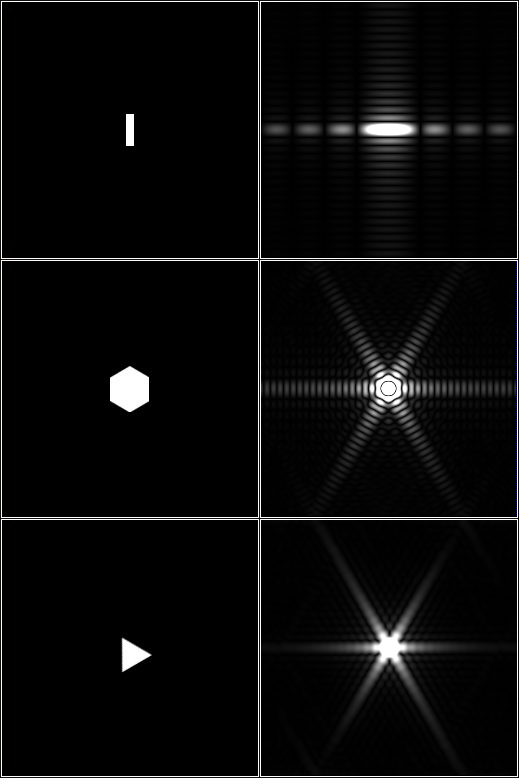
Links Blenden, rechts jeweils ihre berechneten Beugungsscheibchen

Weicht die Blende von der Kreisform ab, so verändert sich die Form des Zentralmaximums und der höheren Beugungsordnungen.
Das linke der beiden Bilder rechts zeigt die Beugungsscheibchen (rechts) unterschiedlicher Blenden (links). Die ringförmige Helligkeitsmodulation, die man bei einer kreisförmigen Blende erwartet, ist überlagert von strahlenförmigen Sternen, den Spikes. Besonders deutlich treten sie bei der Dreiecksblende hervor.
Das rechte der beiden Bilder zeigt ein Beispiel für eine Rechteck-Blende, ihre Orientierung ist oben links in der Bildecke angedeutet. Das Verhältnis von Höhe und Breite spiegelt sich auch im Zentralfleck wider, aber mit reziproken Verhältnissen, da Blende und Beugungsbild über die Fourier-Transformation verknüpft sind. Die Nebenmaxima sind am stärksten in den Hauptrichtungen ausgeprägt.
Wird eine Dunkelblende verwendet, so ergibt sich im Schatten der entsprechenden Kreisscheibe ebenfalls ein typisches Beugungsbild mit einem Poisson-Fleck in der Mitte.

## Beispiele für beugungsbegrenzte Auflösung
Alle Betrachtungen erfolgen, wenn nicht anders angegeben, bei einer mittleren sichtbaren Wellenlänge von 555 nm (grün).
- Ein beugungsbegrenztes Objektiv erzeugt: 
  - bei einer Blendenzahl von 3 ein Beugungsscheibchen von ca. 4 µm Durchmesser. Dies ist auf extrem hochauflösenden Schwarz-Weiß-Negativfilmen im Kleinbildformat erkennbar.
  - bei einer Blendenzahl von 11 ein Beugungsscheibchen von knapp 15 µm Durchmesser. Dies ist auf vielen mittelauflösenden Filmemulsionen erkennbar.

Gleiches gilt für Bildsensoren mit entsprechenden Pixelrasterabständen.
- Wenn die Internationale Raumstation ISS mit einem Objektiv mit 14 cm Durchmesser ausgerüstet ist, lassen sich Details der Größe von 1" auflösen. Bei einer Flughöhe von 350 km entspricht das einer Auflösung von 1,7 m. Um diese Details fotografieren zu können, müssen sie größer als das Auflösungsvermögen des Sensors sein. Wenn dieses 4,8 µm beträgt, ist eine Brennweite von mindestens 1 m erforderlich.
- Das Hubble-Weltraumteleskop umkreist die Erde in einer Höhe von 590 km. Sein Spiegel hat einen Durchmesser von 240 cm. Auf die Erde gerichtet hätte es unter optimalen Bedingungen eine Auflösung von 0,17 m.
- Große Spiegel sind teuer. Spionagesatelliten kompensieren den Nachteil kleinerer Spiegel mit einer geringen Flughöhe. Bei einem Spiegeldurchmesser von 100 cm und einer Flughöhe von 150 km ist theoretisch eine Auflösung von 0,10 m möglich. Bei Drohnen mit entsprechend geringeren Flughöhen ist trotz noch kleinerer Objektive die erreichbare Auflösung von Objekten an der Erdoberfläche noch höher.
- Ein alltäglich beobachtbares Beispiel für Beugungsscheibchen ist die intrinsische Wahrnehmung, also die Wahrnehmung eines Reizes, der in dem Sinnesorgan seinen Ursprung hat, das an der Wahrnehmung beteiligt ist. Blickt man z. B. gegen eine helle, möglichst einfarbige Fläche (wie den Himmel), so sieht man schwache, transparente Kringel, die langsam nach unten sinken und sich oft zu Ketten zusammenschließen: eben die Beugungsscheibchen. Sie entstehen durch abgestorbene Zellen im Kammerwasser des Auges.